# Zoë Beck

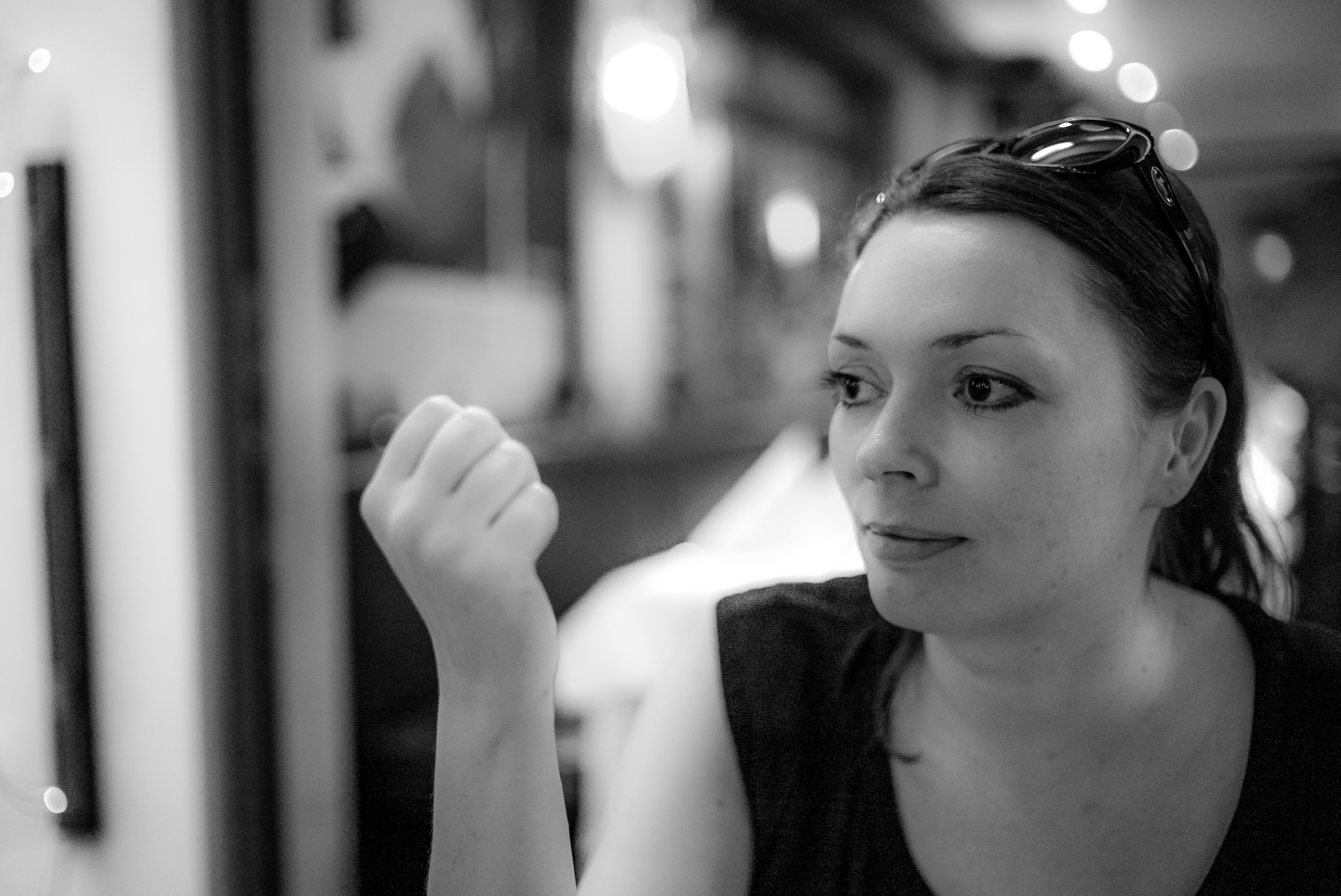
Zoë Beck (2014)

Zoë Beck (* 12. März 1975 als Henrike Heiland in Ehringshausen im Lahn-Dill-Kreis) ist eine deutsche Schriftstellerin, Verlegerin, Übersetzerin, Dialogbuchautorin und Synchron-Regisseurin.

## Leben

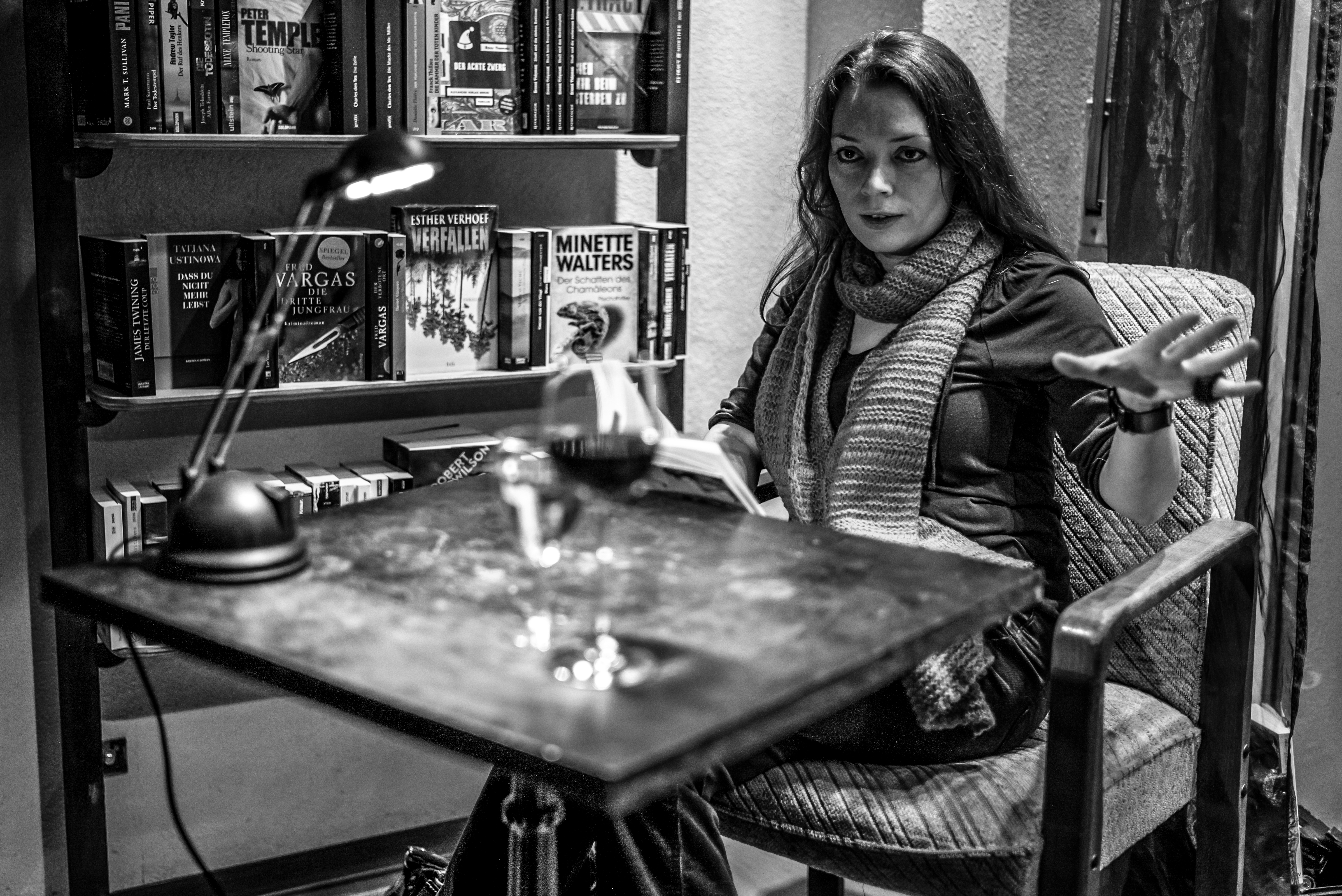
Zoë Beck auf einer Lesung in Berlin, Dezember 2013

Henrike Heiland wuchs in einem Ort nahe Wetzlar auf. Im Alter von drei Jahren begann sie, Klavier zu spielen. Es folgten Auftritte und Auszeichnungen bei Wettbewerben. Nach dem Abitur studierte sie als Stipendiatin der Studienstiftung des deutschen Volkes in Gießen, Bonn und Durham deutsche und englische Literatur. Sie schloss ihr Studium mit einer Magisterarbeit über die Kriminalschriftstellerin Elizabeth George ab. Anschließend arbeitete sie als Lektorin und TV-Producerin bei der Kirch-Gruppe. Seit 2004 ist sie als freie Autorin tätig und lebt in Berlin.
Heiland schrieb zunächst Drehbücher, u. a. für das ZDF-Kinderfernsehen den Weihnachtsfilm In der Weihnachtsbäckerei mit Rolf Zuckowski, diverse Episoden Tabaluga tivi, Nelly Net(t) sowie für den Disney Channel die deutsche Version der Sitcom Disneys Kurze Pause. Seit 2006 veröffentlicht sie als Schriftstellerin hauptsächlich Prosa.
Nach einer überstandenen Krebserkrankung im Jahr 2007 benannte sie sich in Zoë Beck um. Ihr Thriller Paradise City wurde auch in der Frankfurter Allgemeinen Zeitung besprochen und dort als „beunruhigendes Buch“ mit viel Wirklichkeitsgehalt gelesen. Auch Die Tageszeitung befand, Beck habe „die Stellschrauben der existierenden Welt eigentlich nur ein klein wenig weitergedreht und das so entstandene Szenario als Thriller verpackt.“ Die Presse sah „zwar Thriller auf dem Cover stehen“, der dystopische Roman aber sei „viel mehr als bloße Spannungsliteratur“ und Beck stehe damit „im besten Sinne in der Tradition der großartigen Margaret Atwood“.
Gemeinsam mit Jan Karsten gründete Beck 2013 den Literaturverlag CulturBooks. Der Verlag ging aus dem Online-Feuilleton Culturmag hervor.
Neben ihrer schriftstellerischen Tätigkeit ist Beck literarische Übersetzerin, unter anderem übertrug sie Sally Rooney. Schon anlässlich der deutschen Ausgabe von deren Debüt hieß es: „Zoë Beck trifft in ihrer deutschen Übersetzung […] in jedem Kommunikationsmedium stilsicher den lässig unaufgeregten Ton des Originals.“ Zudem arbeitet Beck als Synchronregisseurin für Film und Fernsehen (u. a. Fantastic Four: First Steps, Alien: Romulus, Hackerville, Dietland, The Terror, The Mist, Fear the Walking Dead, Orange Is The New Black, Followers). Von September 2013 bis August 2014 war sie die Kolumnistin der SWR2-Sendung LiteraturEN, einer Radio-Kolumne, die jedes Jahr an einen anderen zeitgenössischen Autor vergeben wird, und verfasste anschließend Literaturbesprechungen für den Sender.
Zoë Beck fungiert auf Lesereisen internationaler Autoren als deren deutsche Stimme, zum Beispiel für Denise Mina, Val McDermid, Louise Welsh und Carl Nixon. Sie ist im Vorstand der Litprom, Mitbegründerin des feministischen Schriftstellerinnennetzwerks Herland und Mitinitiatorin des Aktionsbündnisses #verlagegegenrechts, bei der Leipziger Buchmesse 2018 und 2019 führte sie unter anderem die Veranstaltungsreihe Die Gedanken sind bunt durch. Beck ist seit 2018 Mitglied der Jury für den Kurt-Tucholsky-Preis. Bis Mai 2022 war sie Mitglied des PEN-Zentrum Deutschland, trat dann aber aus und gehört zu den Gründungsmitgliedern des PEN Berlin.
2021 hat Zoë Beck mit Depression. 100 Seiten ein Buch über die Krankheit veröffentlicht, unter der sie selbst leidet. Das Buch bringt privat-persönliche und öffentlich-wissenschaftliche Erkenntnisse über die Krankheit zusammen.

## Auszeichnungen und Nominierungen
- 2010 Friedrich-Glauser-Preis[27]
- 2011 Friedrich-Glauser-Preis, Nominierung[28]
- 2012 September, KrimiZEIT-Bestenliste[29]
- 2013 Goldene Leslie, Nominierung[30]
- 2014 Januar, Februar, März, KrimiZEIT-Bestenliste[31]
- 2014 Radio-Bremen-Krimipreis[32]
- 2014 Orbanism Award, Marketingpreis der Frankfurter Buchmesse, Kategorie „Persönlichkeit“[33]
- 2014 25 Frauen für die digitale Zukunft[34]
- 2015 März, April, Mai, Juni KrimiZEIT-Bestenliste[35][36][37][38]
- 2015 Buchkultur: Die besten Krimis der Saison Top 10[39]
- 2016 Deutscher Krimipreis, Kategorie „National“, 3. Platz für Schwarzblende[40]
- 2017 Juli, August Krimibestenliste der FAS/Deutschlandfunk Kultur[41]
- 2017 Internationaler Literaturpreis des Hauses der Kulturen der Welt und der Stiftung Elementarteilchen, Nominierung[42]
- 2018 Goldene Auguste, Auszeichnung für ihre Verdienste um die Kriminalliteratur von Frauen[43]
- 2018 Wiesbadener Krimistipendium 2019[44]
- 2019 Kurd-Laßwitz-Preis für Beste Übersetzung zur Science Fiction für Pippa Goldschmidt, Von der Notwendigkeit, den Weltraum zu ordnen, Nominierung[45]
- 2020 Juli, August, September Krimibestenliste der FAS/Deutschlandfunk Kultur[46]
- 2020 Krimifuchs der Stadt Berlin (Berliner Krimipreis)[47]
- 2020 Deutscher Krimipreis, Kategorie „National“, 1. Platz für Paradise City[48]
- 2021 Friedrich-Glauser-Preis, Kategorie Roman, Nominierung für Paradise City[49]
- 2021 Politkrimipreis der Heinrich-Böll-Stiftung Baden-Württemberg 2021 für Paradise City[50]
- 2021 Kurd-Laßwitz-Preis für Bester deutschsprachiger Science-Fiction-Roman, Nominierung[51]
- 2021 Stadtschreiberin in Tampere, Finnland[52]
- 2022 BücherFrau des Jahres
- 2024: Karl-Heinz-Zillmer-Verlegerpreis (zusammen mit Jan Karsten)[53]

## Werke

### Romane
- Wenn es dämmert. Kriminalroman. Bastei Lübbe, Bergisch Gladbach 2008, ISBN 978-3-404-15900-0.
  - Überarbeitete Neuauflage unter dem Titel Das falsche Leben. Suhrkamp, Berlin 2022, ISBN 978-3-518-47198-2.
- Das alte Kind. Kriminalroman. Bastei Lübbe, Bergisch Gladbach 2010, ISBN 978-3-404-16443-1.
  - Überarbeitete Neuauflage Suhrkamp, Berlin 2022, ISBN 978-3-518-47199-9.
- Der frühe Tod. Kriminalroman. Bastei Lübbe, Bergisch Gladbach 2011, ISBN 978-3-404-16309-0.
  - Überarbeitete Neuauflage Suhrkamp, Berlin 2022, ISBN 978-3-518-47197-5.
- Edvard. Mein Leben, meine Geheimnisse. Baumhaus, Köln 2012, ISBN 978-3-8339-0053-2.
- Das zerbrochene Fenster. Kriminalroman. Bastei Lübbe, Bergisch Gladbach 2012, ISBN 978-3-404-16046-4.
  - Überarbeitete Neuauflage Suhrkamp, Berlin 2022, ISBN 978-3-518-47196-8.
- Brixton Hill. Thriller. Heyne, München 2013, ISBN 978-3-453-41042-8.
  - Neuausgabe Suhrkamp, Berlin 2024, ISBN 978-3-518-47425-9.
- Schwarzblende. Thriller. Heyne, München 2015, ISBN 978-3-453-41043-5
- Die Lieferantin. Thriller. Suhrkamp, Berlin 2017, ISBN 978-3-518-46775-6
- Paradise City. Thriller. Suhrkamp, Berlin 2020, ISBN 978-3-518-47055-8
- Memoria. Thriller. Suhrkamp, Berlin 2023, ISBN 978-3-518-47292-7

### Sachbücher
- Depression. 100 Seiten. Reclam, Ditzingen 2021, ISBN 978-3-15-020575-4.
  - Depression. (Hörbuch) cc-live, München 2022, ISBN 978-3-95616-459-0.

### Kurzprosa
- Das Haus im Lieper Winkel. in: Hanns-Peter Karr (Hrsg.): Endstation Ostsee. Kurzkrimis von Rostock bis Heringsdorf. KBV, Hillesheim 2009, ISBN 978-3-940077-54-7, S. 137–150.
- Draußen. in: Andreas Izquierdo, Angela Eßer (Hrsg.): München blutrot. Kölnisch-Preußische Lektoratsanstalt, Köln 2009, ISBN 978-3-940610-07-2.
- Rapunzel. in: Andreas Izquierdo, Angela Eßer (Hrsg.): Die Märchenmörder. Kölnisch-Preußische Lektoratsanstalt, Köln 2010, ISBN 978-3-940610-12-6.
- Ein zufriedener Mann. in: Andreas Izquierdo, Angela Eßer (Hrsg.): Berlin blutrot. Kölnisch-Preußische Lektoratsanstalt, Köln 2011, ISBN 978-3-940610-13-3.
- Dorianna. in: Michelle Stöger (Hrsg.): Maria, Mord und Mandelplätzchen. Weihnachtskrimis von Sylt bis zur Zugspitze. Knaur, München 2011, ISBN 978-3-426-51013-1, S. 52–69.
- Welthauptstadt der Agoraphobiker. in: Moritz Kienast (Hrsg.): I hate Berlin. Unsere überschätzte Hauptstadt. Lübbe, Köln 2011, ISBN 978-3-431-03847-7, S. 132–137.
- Weihnachtsdrücken. in: Dietmar Bittrich (Hrsg.): Lasst uns roh und garstig sein. Die schönsten Weihnachtskatastrophen. rororo, Reinbek 2011, ISBN 978-3-499-62802-3, S. 82–93.
- Kerzenschein. in: Cornelia Kuhnert, Richard Birkefeld (Hrsg.): Süßer die Morde nicht klingen. Heyne, München 2012, ISBN 978-3-453-54013-2, S. 109–120.
- Stilles Wasser. in: Cornelia Kuhnert, Richard Birkefeld (Hrsg.): Heide, Harz und Hackebeil. KBV, Hillesheim 2013, ISBN 978-3-942446-77-8, S. 259–272.
- Freundin. in: Kirsten Voigt (Hrsg.): Unter vier Augen – Sprachen des Porträts. Kerber, Bielefeld/Berlin 2013, ISBN 978-3-86678-812-1, S. 276–281.
- Die Stimme. in: Cornelia Kuhnert (Hrsg.): Eiskalte Weihnachtsengel. Heyne, München 2013, ISBN 978-3-453-43752-4, S. 205–220.
- Leber Berliner Art. in: Cornelia Kuhnert, Richard Birkefeld (Hrsg.): Mörderische Leckerbissen. dtv, München 2013, ISBN 978-3-423-21476-6, S. 212–226.
- Rot wie Schnee. in: Johannes Engelke (Hrsg.): Den nächsten, der Frohe Weihnachten zu mir sagt, bringe ich um. Droemer, München 2013, ISBN 978-3-426-19986-2, S. 242–270.
- Ein zufriedener Mann. Erzählungen. CulturBooks eBook, 2014, ISBN 978-3-944818-36-8.
- Remember, remember. Knaur eBook, 2014, ISBN 978-3-426-43282-2.
- Pfau 117. in: Anne von Canal, Isabel Bogdan (Hrsg.): Irgendwo ins grüne Meer. Geschichten von Inseln. Arche, Zürich/Hamburg 2016, ISBN 978-3-7160-2743-1, S. 111–122.
- Fake It Or It Didn't Happen (Ausstellungskatalog Kunst Museum Winterthur für die Ausstellung von Karin Sander), Verlag Walther König, Köln 2018, ISBN 978-3-96098-454-2.

### Romane unter dem Namen Henrike Heiland
- Späte Rache. Kriminalroman. Bastei Lübbe, Bergisch Gladbach 2006, ISBN 3-404-15505-X.
- Zum Töten nah. Kriminalroman. Bastei Lübbe, Bergisch Gladbach 2007, ISBN 978-3-404-15629-0.
- Blutsünde. Kriminalroman. Bastei Lübbe, Bergisch Gladbach 2007, ISBN 978-3-404-15742-6.
- Von wegen Traummann! Roman. Heyne, München 2010, ISBN 978-3-453-40701-5.
- Für immer und ledig? Roman. Heyne, München 2011, ISBN 978-3-453-40779-4.

### Kurzprosa unter dem Namen Henrike Heiland
- Der unglückliche Herr Dr. von und zu Wittenstein. in: Christiane Geldmacher (Hrsg.): Hell’s Bells. Kriminalgeschichten. Poetenladen, Leipzig 2008, ISBN 978-3-940691-02-6.
- Leaving Lüdenscheid, oder: Opa muss weg. in: Hanns-Peter Karr, Herbert Knorr (Hrsg.): Mord am Hellweg IV. Grafit, Dortmund 2008, ISBN 978-3-89425-352-3.
- Diese Sache in Rostock. in: Hanns-Peter Karr (Hrsg.): Endstation Ostsee. Kurzkrimis von Rostock bis Heringsdorf. KBV, Hillesheim 2009, ISBN 978-3-940077-54-7, S. 81–92.
- Konkurrenzausschluss. in: Andreas Izquierdo, Angela Eßer (Hrsg.): München blutrot. Kölnisch-Preußische Lektoratsanstalt, Köln 2009, ISBN 978-3-940610-07-2.
- Bullets Over Bochum oder Being Robert de Niro. in: Hanns-Peter Karr (Hrsg.): Hängen im Schacht. KBV, Hillesheim 2009, ISBN 978-3-940077-67-7, S. 173–182.
- Hell-go-land. in: Günther Butkus, Jobst Schlennstedt (Hrsg.): Morden zwischen den Meeren. Kleine Verbrechen aus Schleswig-Holstein. Pendragon, Bielefeld 2010, ISBN 978-3-86532-193-0, S. 209–226.
- Starnberger Strafvollzug. in: Sabine Thomas (Hrsg.): Tod am Starnberger See. Gmeiner, Meßkirch 2010, ISBN 978-3-8392-1103-8, S. 44–55.
- Exile on Genfbachstraße. in: Ralf Kramp (Hrsg.): Nordeifel Mordeifel. KBV, Hillesheim 2010, ISBN 978-3-940077-87-5, S. 156–171.
- Die Dreizehn. in: Andreas Izquierdo, Wolfgang Kemmer (Hrsg.): Hamburg blutrot. 16 Autoren, 37 Tote, eine Stadt. Kölnisch-Preußische Lektoratsanstalt, Köln 2010, ISBN 978-3-940610-10-2.
- Zum Kuckuck! in: Kerstin Gier (Hrsg.): Die Mütter-Mafia und Friends. Das Imperium schlägt zurück. Bastei Lübbe, Köln 2011, ISBN 978-3-404-16043-3.
- Gmundner Alibi. in: Sabine Thomas (Hrsg.): Tod am Tegernsee. Gmeiner, Meßkirch 2011, ISBN 978-3-8392-1195-3, S. 100–113.
- Onkel Horst vom Schillerplatz in: Klaus J. Frahm (Hrsg.): Das Mordshaus an der Lahn. KBV, Hillesheim 2011, ISBN 978-3-942446-23-5, S. 151–164.

---
```
(Hrsg.): x
```

### Übersetzungen
- Caroline Tiger: Der Fernbeziehungs-Ratgeber: Wie man trotzdem glücklich wird. Ehrenwirth, Bergisch Gladbach 2008, ISBN 978-3-431-03746-3.
- Steve Caplin und Simon Rose: Best of Papa: Geniale Ideen, die Vätern und Kindern Spaß machen. Bastei Lübbe, Bergisch Gladbach 2008, ISBN 978-3-404-66424-5.
- Dia Reeves: Bleeding Violet. Baumhaus, Köln 2011, ISBN 978-3-8339-3845-0.
- Cat Clarke: vergissdeinnicht. Bastei Lübbe, Bergisch Gladbach 2012, ISBN 978-3-7857-6061-1.
- Dia Reeves: Blutsgeschwister. Baumhaus, Köln 2013, ISBN 978-3-8339-0126-3.
- Pippa Goldschmidt: Der südlichste Punkt. CulturBooks, Hamburg 2013, ISBN 978-3-944818-19-1.
- Gary Dexter: Der Marodeur von Oxford. Diaphanes, Zürich/Berlin 2013, ISBN 978-3-03734-424-8.
- Richard Surface: Das Vermächtnis. Acabus, Hamburg 2014, ISBN 978-3-86282-226-3.
- Pippa Goldschmidt: Von der Notwendigkeit, den Weltraum zu ordnen. CulturBooks, Hamburg 2014, Digitalausgabe ISBN 978-3-944818-45-0.
- Pippa Goldschmidt: Weiter als der Himmel. Weidle Verlag, Bonn 2015, ISBN 978-3-938803-65-3.
- Sînziana Păltineanu: Elefantenchroniken. Fiktion, Berlin 2015, ISBN 978-3-944818-85-6.
- James Grady: Die letzten Tage des Condor. Suhrkamp, Berlin 2016, ISBN 978-3-518-46685-8.
- Amanda Lee Koe: Ministerium für öffentliche Erregung. CulturBooks, Hamburg 2016, ISBN 978-3-95988-018-3.
- Karan Mahajan: In Gesellschaft kleiner Bomben. CulturBooks, Hamburg 2017, ISBN 978-3-95988-022-0.
- Gerald Seymour: Vagabond. (mit Andrea O’Brien) Suhrkamp, Berlin 2017, ISBN 978-3-518-46742-8.
- Pippa Goldschmidt: Von der Notwendigkeit, den Weltraum zu ordnen. CulturBooks, Hamburg 2018, erweiterte und überarbeitete Neuausgabe, ISBN 978-3-95988-098-5.
- Denise Mina: Blut, Salz, Wasser. Argument Ariadne, Hamburg 2018, ISBN 978-3-86754-230-2.
- Helen Oyeyemi: Was du nicht hast, das brauchst du nicht. CulturBooks, Hamburg 2018, ISBN 978-3-95988-103-6.
- Lesley Nneka Arimah: Was es bedeutet, wenn ein Mann aus dem Himmel fällt. Culturbooks, Hamburg 2019, ISBN 978-3-95988-105-0.
- Sally Rooney: Gespräche mit Freunden. Luchterhand Literaturverlag, München 2019, ISBN 978-3-630-87541-5.
- Denise Mina: Klare Sache. Argument Ariadne, Hamburg 2019. ISBN 978-3-86754-242-5.
- Sally Rooney: Normale Menschen. Luchterhand Literaturverlag, München 2020, ISBN 978-3-630-87542-2.
- Camilla Grudova: Das Alphabet der Puppen. Culturbooks, Hamburg 2020, ISBN 978-3-95988-150-0.
- Ling Ma: New York Ghost. Culturbooks, Hamburg 2021, ISBN 978-3-95988-152-4.
- Sally Rooney: Schöne Welt, wo bist du. Ullstein, Berlin 2021, ISBN 978-3-546-10050-2.
- Katherine Angel: Morgen wird Sex wieder gut. Frauen und Begehren. Hanser, München 2022, ISBN 978-3-446-27261-3 (mit Annika Domainko).
- Amanda Lee Koe: Die letzten Strahlen eines Sterns. Culturbooks, Hamburg 2022, ISBN 978-3-95988-153-1.
- Dolly Alderton: Am Ende ist es ein Anfang. Atlantik, Hamburg 2024, ISBN 978-3-455-01736-6.
- Ling Ma: Glückscollage. Culturbooks, Hamburg 2024, ISBN 978-3-95988-189-0.
- Sally Rooney: Intermezzo. Ullstein, Berlin 2024, ISBN 978-3-546-10052-6.